# Martoba (Simanindo)
Martoba is een bestuurslaag in het regentschap Samosir van de provincie Noord-Sumatra, Indonesië. Martoba telt 1505 inwoners (volkstelling 2010).